# Đình Tam Tảo
Đình làng Tam Tảo nằm ở thôn Tam Tảo, thuộc xã Phú Lâm, huyện Tiên Du, tỉnh Bắc Ninh. Đình thờ tứ vị thành hoàng: Phụ Quốc Đại Vương Trần Quý, Minh Phúc Hoàng Thái Hậu Phương Dung, người có công cứu Lý Công Uẩn thoát khỏi sự truy đuổi của nhà Tiền Lê và hai vị tướng Đào Đạt, Đào Minh, người có công giúp vua Thục An Dương Vương đánh giặc Ân.

## Kiến trúc
Đình được xây dựng trên nền hình con rùa, gồm 7 gian 8 mái theo kiểu nội công ngoại quốc.
3 gian hậu cung, 5 gian tiền tế. Kiến trúc theo hình chuôi vồ, đầu đao được đắp tứ linh tứ qúy rất tinh xảo. Các cột bằng gỗ lim 2 người ôm, nội thất dựng theo kiểu trồng giường giá chiêng. Đình xây theo hướng Nam, trước mặt có hồ bán nguyệt, giữa hồ có thủy đình xây theo kiểu trồng diêm có 8 mái.

## Sự tích
Đình Tam Tảo còn thể hiện mối tình kết nghĩa anh em giữa hai làng Tam Tảo và Xuân Dục, xã Yên Thường, Gia Lâm,Hà Nội. Câu truyện đến nay đã được 200 năm, ngày ấy nhân dân Tam Tảo ra kinh thành Thăng Long mua gỗ về làm Đình, khi kéo gỗ suôi theo sông Đuống để về Tam Tảo, về đến khu vực thôn Xuân Dục bè gỗ mắc cạn không đưa được qua bờ sông lúc này trời cũng đã nhá nhem tối, nhân dân Tam Tảo có nghỉ nhờ ở thôn Xuân Dục, sáng hôm sau dậy thì thấy bè gỗ đã được chuyển sang bên kia bờ sông. Đêm hôm ấy nhân dân thôn Xuân Dục đã phạt khu đồng Tràm và đưa gỗ sang. Ngay sau khi đưa gỗ về đến Tam Tảo mọi người đã kể lai sự viêc như vậy, khi làm Đình xong Nhân dân Tam Tảo đã cử Đại biểu ra thôn Xuân Dục để cảm ơn và xin kết làm anh em, nhưng nhân dân thôn Xuân Dục cũng khiêm nhường cung gọi lại nhân dân Tam Tảo làm anh.
Hai Làng coi nhau như hai anh em ruột, mỗi khi hai làng có việc đều mời nhau đến dự chung vui. Đến hội hai làng đều cử đại biểu đến dự hội, vì vậy ngôi Đình thể hiện tình anh em thủy chung giữa hai làng Tam Tảo và làng Xuân Dục. 